# Rito bizantino

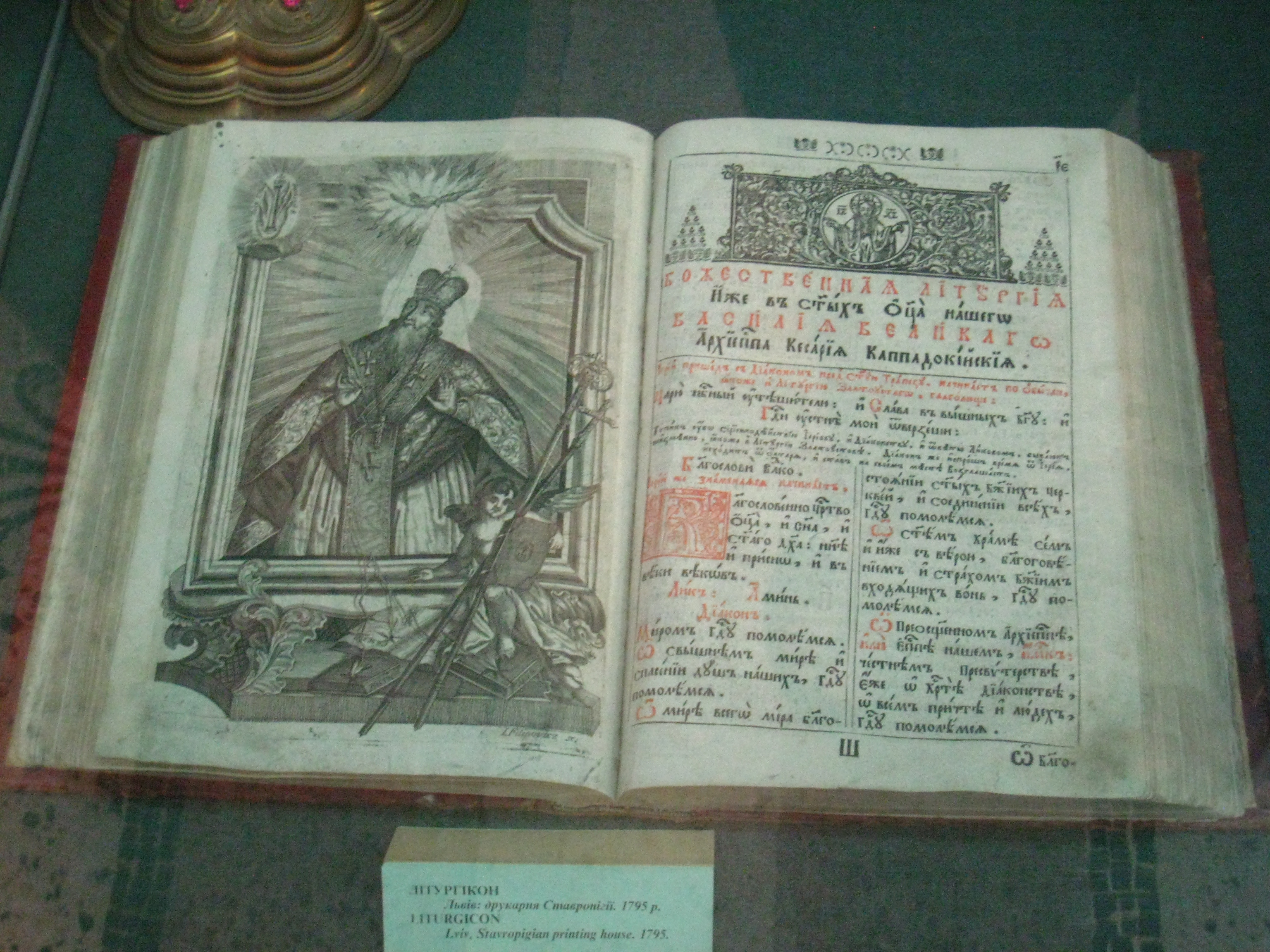
Liturgicon del 1795, esposto al Museo della Storia della Religione di Leopoli. Il libro, scritto in antico slavo ecclesiastico è aperto all'inizio della Divina Liturgia di San Basilio Magno.

Il rito bizantino, detto talvolta rito costantinopolitano e conosciuto in Occidente più in passato con il nome di rito greco per la lingua adottata (oggi nelle diverse lingue nazionali, già uniformemente nella koinè greca fino al XVIII secolo), è il rito liturgico utilizzato dalle Chiese ortodosse e da alcune chiese sui iuris di tradizione orientale all'interno della Chiesa cattolica.
Talvolta è chiamato "rito ortodosso", perché usato dalle Chiese ortodosse, ma tale denominazione non è corretta, poiché esso è rito proprio anche di numerose diocesi cattoliche (in particolare in Europa orientale e nel Medio Oriente). Tale rito ha avuto come centro di irradiazione la città di Costantinopoli (l'odierna Istanbul). Gli ortodossi, soprattutto nel passato particolarmente avversi e ostili verso i "greco-cattolici", denominarono questi "uniati", termine dispregiativo ed errato certamente per le comunità precedenti al Grande Scisma delle Chiese (1054) e altre legittimamente riunite in un'unica Chiesa col Concilio di Basilea, Ferrara e Firenze (1431 – 1445).
In Italia il rito bizantino è storicamente praticato dalla Chiesa cattolica italo-albanese, organizzata nelle eparchie di Lungro, di Piana degli Albanesi e nell'Abbazia di Grottaferrata, comprendente i discendenti degli esuli albanesi (arbëreshët) che dal XV secolo si rifugiarono nel meridione d'Italia e i monaci del monastero basiliano provenienti maggiormente dalle suddette comunità.
La variante slava orientale del rito bizantino è tradizionalmente designata in ambito uniate come rito ruteno.

## Differenze rispetto al rito latino

### I sacramenti
Nel rito bizantino i sacramenti principali dell'iniziazione alla vita cristiana (battesimo, comunione e cresima) vengono celebrati insieme, nel momento del battesimo. Il battesimo si fa per immersione o per aspersione (l'acqua deve scorrere prima sulla testa e poi sul resto del corpo del bambino).
Nel matrimonio bizantino è previsto il rituale dell'"incoronazione degli sposi". Il sacerdote pone davanti all'altare un tavolo; il rito segue con la coppia che bacia il Vangelo e la Santa Croce e poi gira tre volte attorno al tavolo insieme al celebrante.

### L'edificio della chiesa
Generalmente le chiese di rito bizantino (cattoliche o ortodosse), anche quelle recenti, presentano affreschi in stile sulle pareti, che illustrano la vita dei santi o scene della vita di Gesù.
Davanti all'altare, pienamente visibile dall'assemblea, è posto un "muro" generalmente in legno sul quale sono poste icone dei santi. Essa è l'iconostasi, che usualmente tutte le chiese bizantine posseggono. Lo spazio davanti all'iconostasi (riservato ai fedeli) è detto navata, quello dietro l'iconostasi (riservato ai celebranti) è detto santuario: l'altare è collocato all'interno di quest'ultimo. Le aperture nell'iconostasi, che mettono in comunicazione il santuario con la navata, sono in numero di tre, simmetricamente disposte, solo la centrale più grande è detta Porta Regale, dalla quale passa solo il sacerdote durante le funzioni.

### La Santa Messa
La celebrazione liturgica comincia sempre con una preghiera allo Spirito Santo.
La messa domenicale viene celebrata in modo solenne, con molte parti cantate, ad accompagnare, sottolineare o intervallare le diverse fasi della liturgia. Anche la liturgia della parola è cantata. La durata del rito è di circa due ore. Al termine della celebrazione, la comunità rimane in chiesa per ricevere l'unzione e la benedizione per una buona settimana.
La tradizione bizantina di entrambe le chiese, cattolica e ortodossa, conosce tre forme di divina liturgia (così è chiamata la liturgia dell'eucaristia): quella di san Basilio, quella di san Giovanni Crisostomo e quella dei Presantificati.
- La Divina liturgia di San Giovanni Crisostomo è quella celebrata comunemente durante tutto l'anno;
- quella di San Basilio è celebrata a Natale, all'Epifania, in tutte le domeniche di Quaresima (eccezion fatta per la Domenica delle Palme), per il Giovedì santo, per la Veglia di Pasqua e nella solennità di San Basilio;
- mentre la liturgia dei Presantificati è celebrata il mercoledì e il venerdì di ogni settimana di Quaresima. Prevede la distribuzione dell'Eucaristia ma non la consacrazione, poiché il pane viene consacrato la domenica precedente.

Per l'eucaristia il rito bizantino non usa pane azzimo, cioè senza lievito (come le ostie e le particole della tradizione latina), bensì il pane lievitato. Inoltre, il pane usato per la celebrazione (detto in greco pròsphora, cioè "offerta") viene predisposto poco prima della celebrazione eucaristica vera e propria, durante il rito della Pròthesis, cioè "Preparazione", secondo un complesso simbolismo. La comunione si fa abitualmente sotto le due specie eucaristiche, il pane e il vino. Per questo la comunione si riceve solo in bocca e non c'è la possibilità di riceverla in mano. I bambini più piccoli, che hanno ricevuto tutti i sacramenti, possono ricevere la comunione, anche con l'aiuto di un cucchiaino.

## Il rito bizantino nella Chiesa ortodossa
Seguono il rito bizantino le seguenti Chiese ortodosse:
Patriarcati dell'antica pentarchia
- Gerusalemme (Chiesa greco-ortodossa di Gerusalemme)
- Antiochia (Chiesa greco-ortodossa di Antiochia)
- Alessandria (Chiesa greco-ortodossa di Alessandria)
- Costantinopoli (Chiesa greco-ortodossa di Costantinopoli)

Patriarcati moderni
- Patriarcato di Mosca (Chiesa ortodossa russa)
- Patriarcato di Sofia (Chiesa ortodossa bulgara)
- Chiesa ortodossa georgiana
- Chiesa ortodossa serba
- Chiesa ortodossa rumena

Chiese nazionali autocefale
- Chiesa ortodossa di Cipro
- Chiesa ortodossa greca
- Chiesa ortodossa polacca
- Chiesa ortodossa albanese
- Chiesa ortodossa ceca e slovacca
- Chiesa ortodossa dell'Ucraina (autocefalia accordata dal patriarcato ecumenico di Costantinopoli ma non accettata dal patriarcato di Mosca)
- Chiesa ortodossa in America (autocefalia accordata dal patriarcato di Mosca ma non accettata dal patriarcato ecumenico di Costantinopoli)

Chiese autonome
- Chiesa ortodossa del Monte Sinai (sotto il patriarcato di Gerusalemme)
- Chiesa ortodossa moldava (sotto il patriarcato di Mosca)
- Chiesa ortodossa finlandese (sotto il patriarcato di Costantinopoli)
- Chiesa ortodossa estone (chiesa semi-autonoma sotto il patriarcato di Mosca)
- Chiesa ortodossa apostolica estone (sotto il patriarcato di Costantinopoli) (autonomia accordata dal Patriarcato ecumenico di Costantinopoli ma non riconosciuta dal patriarcato di Mosca)
- Chiesa ortodossa giapponese (sotto il patriarcato di Mosca)
- Chiesa ortodossa cinese (sotto il patriarcato di Mosca) - sostanzialmente defunta
- Chiesa ortodossa lettone (sotto il patriarcato di Mosca)
- Chiesa ortodossa ucraina (sotto il Patriarcato di Mosca)
- Metropolia dell'Europa occidentale (sotto il patriarcato di Mosca) (Giurisdizione non universalmente riconosciuta)
- Chiesa ortodossa italiana autocefala
- Arcivescovado ortodosso di Ocrida (sotto il patriarcato serbo ortodosso di Belgrado)

## Il rito bizantino nella Chiesa cattolica
Esistono tredici Chiese cattoliche sui iuris di rito bizantino:
- Chiesa bizantina cattolica in Italia (in Italia: eparchia di Lungro in Calabria, eparchia di Piana degli Albanesi in Sicilia, abbazia territoriale di Santa Maria di Grottaferrata nel Lazio)
- Chiesa greco-cattolica bielorussa (Bielorussia)
- Chiesa greco-cattolica bulgara (Bulgaria)
- Chiesa bizantina cattolica di Croazia e Serbia (Croazia e Serbia)
- Chiesa greco-cattolica di Grecia (Grecia, Turchia)
- Chiesa bizantina cattolica in Kazakistan e Asia Centrale (Kazakistan, Kirghizistan, Tagikistan, Turkmenistan, Uzbekistan)
- Chiesa greco-cattolica macedone (Macedonia del Nord)
- Chiesa greco-cattolica (melchita) (Siria, Libano, Israele, Palestina, Giordania, Iraq, Egitto e comunità mediorientali nel mondo)
- Chiesa greco-cattolica rumena (Romania)
- Chiesa greco-cattolica rutena (Ucraina, Repubblica Ceca, Stati Uniti e Canada)
- Chiesa greco-cattolica russa (Russia)
- Chiesa greco-cattolica slovacca (Slovacchia)
- Chiesa greco-cattolica ucraina (Ucraina e comunità ucraine in Polonia, Stati Uniti, Canada e nel mondo)
- Chiesa greco-cattolica ungherese (Ungheria)

Inoltre, il rito bizantino è utilizzato anche da comunità greco-cattoliche non costituite in Chiese sui iuris, ma che fanno capo a ordinari di altri riti, definiti per ogni singolo caso dalla Santa Sede: ad esempio i cattolici di rito bizantino-slavo in Polonia, i greco-cattolici albanesi o i fedeli appartenenti all'ordinariato di Francia o all'ordinariato del Brasile.